# 暗星额蜂鸟
，是雨燕目蜂鸟科的一种鸟类。
暗星额蜂鸟体重约6.49克，翼长约72.6毫米，嘴峰长约37.2毫米，喙宽度约1.1毫米，喙厚度约1.6毫米，跗蹠长约6.2毫米，尾长约43.4毫米。暗星额蜂鸟在其分布区内为留鸟，其栖息在密集的高大树木组成的森林中，食性为草食性，主要食物来源是植物的花蜜。
暗星额蜂鸟分布于哥伦比亚安第斯山脉西部的安蒂奧基亞省。该物种是单型物种，没有亚种分化。